# Kamkars

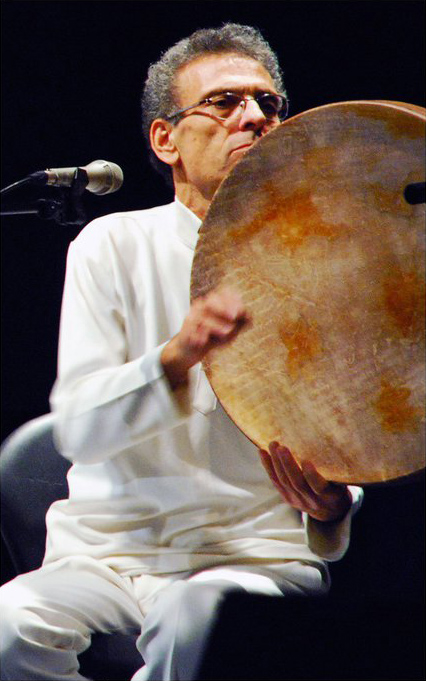
Bijan Kamkar spielt Daf.

Kamkars (persisch کامکارها, kurdisch کامکاران), Koma Kamkaran, ist eine kurdische Musikgruppe aus der westiranischen Stadt Sanandadsch, die aus sieben Brüdern, einer Schwester und ihrem Sohn aus der Familie Kamkar besteht. Sie trat 1965 erstmals in ihrer Heimatstadt auf und gehört zu den bekanntesten Musikgruppen im Iran. Ihr Repertoire reicht von der traditionellen kurdischen Musik bis hin zur klassischen iranischen Musik.

## Diskografie
- 1993: Barane (Shahram)
- 1995: Living Fire (Long-Distance)
- 1997: Nightingale with a Broken Wing (Womad)
- 1999: Chant of Dreams (Quarter Tone)
- 1999: Kani Sepi (Khana Henr / Art House)
- 1999: Music from Kurdistan (Mariposa)
- 1996: Gol Nishan (Khana Henr / Art House)
- 1996: Agri zindow (Khana Henr / Art House)
- 2004: Persheng (Soroush)